# DJ Ozma
DJ OZMA (jap. ディージェイ オズマ, Dījei Ozuma) ist ein J-Pop-Sänger und ist inoffiziell das Pseudonym des Sängers Shō Ayanokōji (綾小路 翔, Ayanokōji Shō) von der Band Kishidan.

## Leben und Wirken
In der Öffentlichkeit bekannt wurde er 2006 und berühmt für seinen Auftritt beim 57. Kōhaku Uta Gassen, eine der meistgeschauten Shows in Japan am 31. Dezember, als er den Song Age♂Age♂EVERY☆Knight sang und sich die Tänzerinnen entkleideten. Im Nachhinein stellte sich heraus, dass die Tänzerinnen noch spezielle Anzüge trugen und somit nicht vollständig nackt gewesen sind.
DJ Ozmas Songs sind meistens Cover-Versionen von anderen Bands, einschließlich vieler südkoreanischer Interpreten wie Koyote und DJ Doc.

## Diskografie

### Studioalben
| Jahr | Titel                                     | Höchstplatzierung, Gesamtwochen, AuszeichnungChartsChartplatzierungen (Jahr, Titel, Platzierungen, Wochen, Auszeichnungen, Anmerkungen) | Anmerkungen                                                    |
| Jahr | Titel                                     | JP | Anmerkungen                                                    |
| ---- | ----------------------------------------- | --- | -------------------------------------------------------------- |
| 2006 | I ♥ Party People                          | JP4 Platin · (41 Wo.)JP | Erstveröffentlichung: 15. November 2006 Verkäufe JP: + 297.168 |
| 2007 | I ♥ Party People 2                        | JP7 (7 Wo.)JP | Erstveröffentlichung: 5. Dezember 2007 Verkäufe JP: + 32.401   |
| 2008 | I ♥ Party People 3                        | JP26 (6 Wo.)JP | Erstveröffentlichung: 31. Dezember 2008 Verkäufe JP: + 14.757  |
| 2008 | Single Collection: 2006-2008: A-Side Trax | JP58 (5 Wo.)JP | Erstveröffentlichung: 31. Dezember 2008                        |

### Singles
| Jahr | Titel Album                                                 | Höchstplatzierung, Gesamtwochen, AuszeichnungChartsChartplatzierungen (Jahr, Titel, Album, Platzierungen, Wochen, Auszeichnungen, Anmerkungen) | Anmerkungen                                                                                       |
| Jahr | Titel Album                                                 | JP | Anmerkungen                                                                                       |
| ---- | ----------------------------------------------------------- | --- | ------------------------------------------------------------------------------------------------- |
| 2006 | Age Age Every Knight (アゲ♂アゲ♂ Every ☆騎士) –             | JP4 Platin + Diamant (Digital) · (54 Wo.)JP | Erstveröffentlichung: 22. März 2006 · Verkäufe JP: + 214.092 · + JP: ×2Doppeldiamant (Klingelton) |
| 2006 | Junjou: Sun Jeong (純情~スンジョン~) –                      | JP8 Gold + Platin (Digital) · (15 Wo.)JP | Erstveröffentlichung: 12. Juli 2006 · Verkäufe JP: + 59.443 · + JP: ×2Doppelplatin (Klingelton)   |
| 2006 | One Night –                                                 | JP5 (5 Wo.)JP | Erstveröffentlichung: 27. September 2006 Verkäufe JP: + 26.000                                    |
| 2007 | Shippuu Jinrai: Inochi Bom-Ba-Ye (疾風迅雷~命 Bom-Ba-Ye~) – | JP14 Gold (Mobile Downloads) · (8 Wo.)JP | Erstveröffentlichung: 25. April 2007 Verkäufe JP: + 29.000                                        |
| 2007 | E.Yo.Ne!! –                                                 | JP14 (5 Wo.)JP | Erstveröffentlichung: 13. Juni 2007 Verkäufe JP: + 13.000                                         |
| 2007 | Lie-Lie-Lie –                                               | JP18 (7 Wo.)JP | Erstveröffentlichung: 1. August 2007 Verkäufe JP: + 18.000                                        |
| 2007 | Spiderman –                                                 | JP12 (6 Wo.)JP | Erstveröffentlichung: 19. September 2007 Verkäufe JP: + 16.000                                    |
| 2007 | Tokyo Boogie Back / For You –                               | JP33 (2 Wo.)JP | Erstveröffentlichung: 14. November 2007 Verkäufe JP: + 5.736                                      |
| 2008 | Ninkimono de Ikou! (人気者で行こう!) –                      | JP26 (5 Wo.)JP | Erstveröffentlichung: 16. April 2008 Verkäufe JP: + 5.351                                         |
| 2008 | Masurao –                                                   | JP30 (3 Wo.)JP | Erstveröffentlichung: 3. Dezember 2008                                                            |
| 2011 | Chinkonka (珍魂歌) –                                        | JP67 (3 Wo.)JP | Erstveröffentlichung: 7. Dezember 2011                                                            |

Weitere Lieder
- 2006: Super! (JP: Gold (Monile Downloads))

### Videoalben
| Jahr | Titel                                                     | Höchstplatzierung, Gesamtwochen, AuszeichnungChartsChartplatzierungen (Jahr, Titel, Platzierungen, Wochen, Auszeichnungen, Anmerkungen) | Anmerkungen                         |
| Jahr | Titel                                                     | JP | Anmerkungen                         |
| ---- | --------------------------------------------------------- | --- | ----------------------------------- |
| 2006 | Age Age Endless Knight                                    | JP6 (13 Wo.)JP | Erstveröffentlichung: 12. Juli 2006 |
| 2007 | Lux-Xury                                                  | JP7 (21 Wo.)JP | Erstveröffentlichung: 4. April 2007 |
| 2008 | Roppongi Cinderella                                       | JP49 (3 Wo.)JP | Erstveröffentlichung: 26. März 2008 |
| 2009 | DJ Ozma the Final Party "Offo": Ozma Forever Forever Ozma | JP44 (4 Wo.)JP | Erstveröffentlichung: 25. März 2009 |
| 2012 | Kishidan vs. DJ Ozma                                      | JP39 (2 Wo.)JP | Erstveröffentlichung: 28. März 2012 |